# Listă de redactori de literatură științifico-fantastică
Aceasta este o listă a unor redactori de literatură științifico-fantastică în ordine alfabetică.
Cei mai renumiți/influenți redactori sunt listați în Text aldin. 

## A

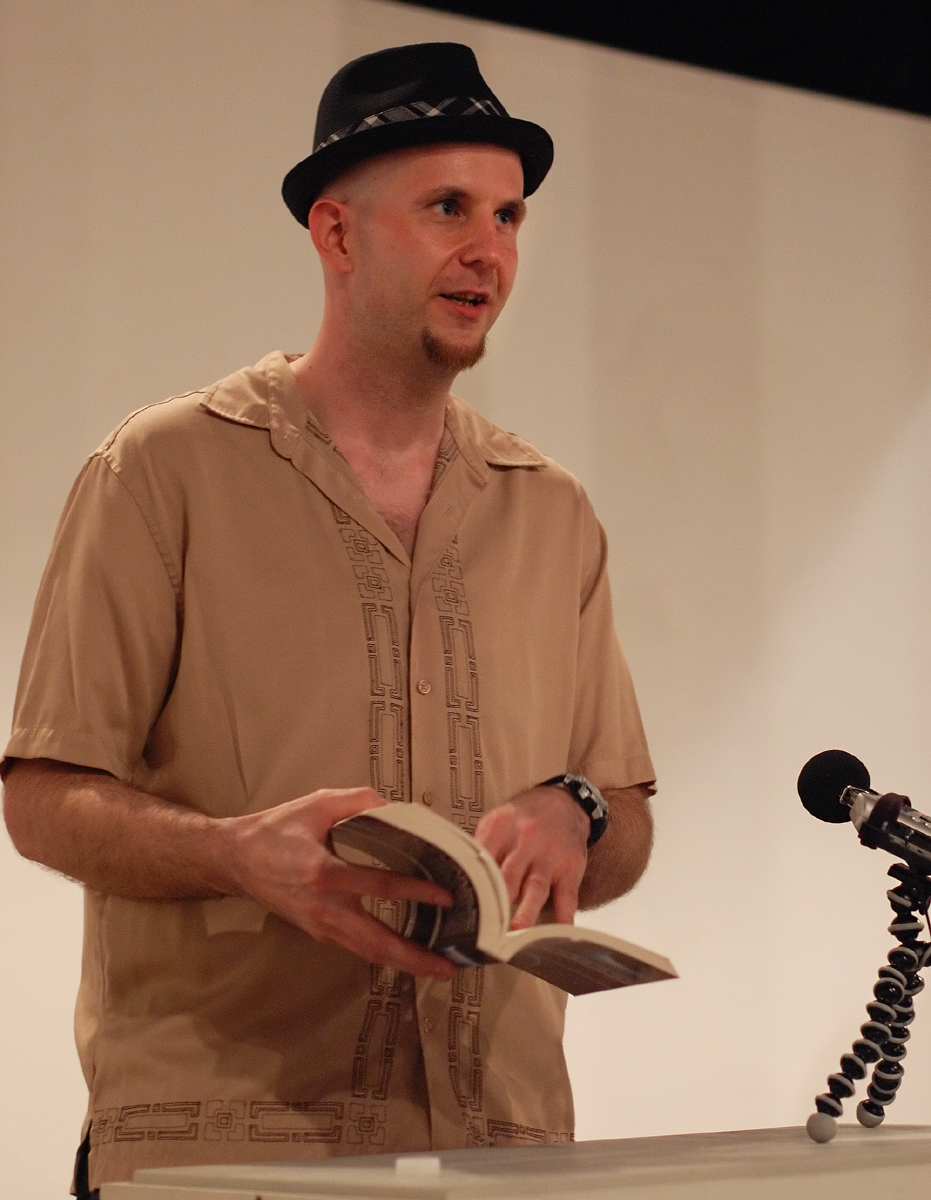
John Joseph Adams în 2008

- John Joseph Adams (născut 1976), antologist american și redactor
- Brian W. Aldiss (născut 1925), antologist britanic premiat, critic și autor
- Susan Allison, Statele Unite, multă vreme redactor-șef și vice-președinte la Ace Books
- Lou Anders, Statele Unite, redactor la Pyr, care aparține Prometheus Books[1]
- Nicolae C. Ariton (născut 1958), redactor român[2], a fost redactor la Jurnalul SF, a publicat mai ales în țările francofone, acum colaborator la Sci-Fi magazin[3]
- Lou Aronica (născut 1958), redactor american, a înființat Bantam Spectra
- Ellen Asher, Statele Unite, redactor-șef la Science Fiction Book Club 1973–2007
- Mike Ashley, autor englez, redactor și antologist
- Lady Cynthia Asquith (1887–1960), englez scriitor și antologist de povestiri cu fantome

## B
- Jim Baen (1943–2006), renumit redactor american; a înființat Baen Books(1983), Baen Webscriptions, Baen Free Library și Jim Baen's Universe webzine
- Hilary Bailey (născut 1936), redactor britanic al antologiilor New Worlds
- Harry Bates (născut 1900), redactor la revistele Astounding Science Fiction, Strange Tales și Weird Tales
- Jeff Berkwits, ultimul redactor al revistei Amazing Stories, 2005
- John Betancourt (născut 1963), Statele Unite, a înființat Wildside Press; a editat Weird Tales; redactor de SF pentru cărțile Byron Preiss
- Sir Charles Lloyd Birkin (1907–1986), redactor englez al Creeps Library antologii de ficțiune horror fiction, 1932–1936
- Caitlin Blasdell, Statele Unite, fost redactor la HarperCollins și Avon Books, acum agent literar[4]
- Everett F. Bleiler (1920–2010), antologist american premiat, de obicei, împreună cu T. E. Dikty
- Kyril Bonfiglioli (1929–1985), redactor britanic al revistei Science Fantasy
- Anthony Boucher (1911–1968), Statele Unite, redactor fondator al The Magazine of Fantasy & Science Fiction
- Ben Bova (născut 1932), Statele Unite, scriitor, redactor al Analog Science Fiction and Fact 1971-1978; redactor la Omni Magazine 1978–1982
- Stacy Boyd, redactor de romanțe, Harlequin Luna 2001–prezent,[5]
- Marion Zimmer Bradley (1930–1999), Statele Unite, scriitor, fondator și redactor al Marion Zimmer Bradley's Fantasy Magazine
- Jennifer Brehl, Statele Unite, senior redactor la HarperCollins[6]
- Kent Brewster, (născut 1961) redactor la Speculations
- Damien Broderick, Australia-Statele Unite, redactor SF al popularei reviste bilunare australiene Cosmos
- Keith Brooke, Marea Britanie autor, antologist, redactor la revista Infinity Plus
- Charles N. Brown (1937–2009), Statele Unite, fondator și redactor la revista de știri Locus
- Howard Browne (1908–1999), Statele Unite, redactor la revista Amazing Stories, 1950–1956
- Ginjer Buchanan (născut 1944), Statele Unite, redactor-șef Berkley-Ace-Roc Books
- Algis Budrys (1931–2008), Statele Unite, scriitor, și redactor al seriei de antologii Scriitors of the Future, redactor al Tomorrow Speculative Fiction 1993-2000

## C
- John W. Campbell, Jr. (1910–1971), Statele Unite, redactor din Epoca de Aur la revista Astounding Science Fiction (mai târziu Analog) , considerat cel mai important și mai influent redactor din istoria științifico-fantasticului
- E.J. "Ted" Carnell (1912–1972), redactor britanic la revista New Worlds 1949–1963; antologist notabil
- Terry Carr (1937–1987), Statele Unite, redactor premiat la Ace Books, fondator al Ace Science Fiction Specials
- Lin Carter (1930–1988), Statele Unite, redactor al seriei pentru adulți Ballantine Adult Fantasy
- Neil Clarke (născut 1966), Statele Unite, redactor al Clarkesworld Magazine, redactor la (Wyrm Publishing)
- Keith Clayton, redactor la Del Rey Books[7]
- Groff Conklin (1904–1968), Statele Unite, important și influent antologist și critic
- Kathryn Cramer (născut 1962), renumit redactor american și antologist
- Edmund Crispin (1921–1978), autor englez și compozitor, redactor al seriei în șapte volume Best Science Fiction
- Peter Crowther (născut 1949), redactor englez, redactor (la PS Publishing) și antologist

## D
- Jack Dann (născut 1945), Statele Unite (trăiește în Australia), antologist, redactor consultant la Tor Books
- Peter Darvill-Evans (născut 1954) Marea Britanie, redactor al romanelor Doctor Who
- Ellen Datlow (născut 1949), Statele Unite, premiat antologist și fiction redactor at Omni / Event Horizon și Sci Fiction (2000–5)
- Avram Davidson (1923–1993), Statele Unite, scriitor, redactor la The Magazine of Fantasy & Science Fiction 1962–1964
- Judy-Lynn del Rey (1943–1986), Statele Unite, redactor, co-întemeietor al Del Rey Books, a editat Stellar - seria originală de antologii 1974–81; a câștigat postum Premiul Hugo pentru cel mai bun redactor (declined)
- Lester del Rey (1915–1993), Statele Unite, autor, co-întemeietor al Del Rey Books, redactor al Best Science Fiction Stories of the Year 1972–6
- Samuel R. Delany (născut 1942), Statele Unite, scriitor și critic, redactor al seriei de antologii Quark împreună cu Marilyn Hacker
- August Derleth (1909–1971), Statele Unite, antologist renumit și fondator al Arkham House
- T. E. Dikty (1920–1991), Statele Unite, a editat prima serie de antologii "Best of the Year" 1949–57
- Thomas M. Disch (1940–2008), Statele Unite, a editat diverse antologii New Wave ca Bad Moon Rising: An Anthology of Political Forebodings
- Tom Doherty (născut 1936), Statele Unite, fondator și publicist la Tor Books
- Candas Jane Dorsey, (născut 1952), Canada, redactor/publicist la Tesseracts Books mai mulți ani
- John R. Douglas, redactor Pocket Books, Avon și HarperCollins[8]
- Gardner Dozois (născut 1947), Statele Unite, redactor al antologiilor "Best of the Year", multipul premiat redactor al revistei Isaac Asimov's Science Fiction 1984-2004
- L. Timmel Duchamp, american, redactor/publicist la Aqueduct Pressdin Seattle

## E
- Claire Eddy, senior redactor la Tor Books[9]
- Malcolm Edwards (născut 1949), redactor britanic la Gollancz, HarperCollins și Orion Publishing Group
- Harlan Ellison (născut 1934), Statele Unite, scriitor și scenarist, redactor al antologiilor Dangerous Visions
- Roger Elwood (1943–2007), Statele Unite, prolific antologist criticat pentru inundarea pieței cu produsele sale, 1972–1975
- Andreas Eschbach (născut 1959), scriitor german și redactor al antologiei premiate One Trillion Euro
- Lloyd Arthur Eshbach (1910–2003), fondator al Fantasy Press
- Richard Evans (1950–1996), redactor britanic la Gollancz, McDonald Futura și Orbit Books[10]

## F
- Paul W. Fairman (1916–1977), Statele Unite, redactor al revistelor Amazing Stories, If și Fantastic în anii 1950
- Moshe Feder, fostul redactor de la Science Fiction Book Club și Tor Books, acum un redactor consultant pentru Tor[11]
- Jenna Felice (1976–2001), Statele Unite, redactor la Tor Books[12]
- Edward L. Ferman (născut 1937), redactor american la Magazine of Fantasy și Science Fiction 1964–1991
- Joseph W. Ferman (1906–1974), fondator al The Magazine of Fantasy și Science Fiction
- Jo Fletcher, Marea Britanie, redactor la Orion/Gollancz[13]
- Eric Flint (născut 1947), Statele Unite, scriitor, redactor la Baen Books, cofondator al Baen Free Library
- James Frenkel (născut 1948), Statele Unite, redactor la Dell Books; fondator și publicist la Bluejay Books; redactor la Tor Books (1987–prezent)
- Esther Friesner (născut 1951), Statele Unite, scriitor în genul fantezie umoristică și redactor al seriei originale de antologii Chicks in Chainmail[14]
- Oscar J. Friend (1897–1963), antologist

## G
- David S. Garnett (născut 1947), redactor britanic al revistelor New Worlds, Orbit și redactor al seriei de antologii Zenith
- Henry Gee (născut 1962), redactor al seriei de antologii cu povestiri SF Nature Futures
- Anna Genoese,[15] Statele Unite, redactor la Tor Books; redactor de romanțe paranormale
- Hugo Gernsback (1884–1967), Statele Unite (născut Luxembourg), redactor pionier la revista Amazing Stories
- Nick Gevers, South African, antologist și redactor la PS Publishing
- Vic Ghidalia, (născut 1926), a colaborat la antologii cu Roger Elwood[16]
- Sheila Gilbert, Statele Unite, vechi redactor și co-deținător al DAW Books[17]
- Diana Gill, Statele Unite, redactor de SF și fantasy la HarperCollins[18]
- Laura Ann Gilman, Statele Unite, redactor independent; anterior redactor la Berkley, Dutton și New american Library[19]
- Robert Gleason, Statele Unite, vechi redactor la Tor Books; anterior redactor-șef la Tor[20]
- H. L. Gold (1914–1996), Statele Unite (născut în Canada), redactor fondatoral revistei Galaxy
- Stephen Goldin, (născut 1947) Statele Unite, antologist și redactor al SFWA Bulletin
- Cele Goldsmith Lalli (1933–2002), american, redactor în anii 1960 la revistele Amazing Stories și Fantastic
- Liz Gorinsky, Statele Unite, redactor la Tor Books[21]
- Charles L. Grant, (1942–2006), premiat scriitor american de horror și antologist
- Martin Greenberg (născut 1918), antologist american și fondator al Gnome Press
- Martin H. Greenberg (1941-2011), prolific antologist american
- Anne Groell,[22] Statele Unite, senior redactor la Bantam Spectra
- Eileen Gunn (născut 1945), scriitor american de povestiri scurte și redactor–publicist la Infinite Matrix webzine
- James Gunn (născut 1923), redactor al seriei enciclopedice de antologii The Road to Science Fiction; profesor emerit de literatură science fiction la Universitatea din Kansas și director al Center for the Study of Science Fiction

## H
- Karen Haber, critic, redactor al colecției "Best of the Year" din 2001–2004.
- Marilyn Hacker, (născut 1942) Statele Unite, antologist
- Marty Halpern, Statele Unite, redactor independent la Ace Books, Night Shade Books și Tachyon Publications, printre altele
- Harry Harrison, (1925-2012) Statele Unite, antologist
- David G. Hartwell (născut 1941), Statele Unite, antologist premiat; senior redactor la Tor Books. Anterior, redactor la Signet, Berkley și Pocket Books; co-fondator și redactor al The New York Review of Science Fiction
- Raymond J. Healey (1907–1969), Statele Unite; împreună cu J. Francis McComas a editat antologia pionier Adventures in Time și Space (1946); singur a editat două antologii originale la în începutul anilor 1950
- Douglas Hill (1935–2007), Marea Britanie, redactor la Aldus Books, redactor literar al revistei britanice Tribune și autor de literatură SF pentru copii
- Tim Holman, Marea Britanie, redactor general la Orbit Books în toată lumea;[23] anterior redactor la Orbit (Books) Marea Britanie
- John-Henri Holmberg (născut 1947), redactor suedez, translator, critic și fan
- Rich Horton, critic american[24] și antologist al editurii Prime Books
- Mary-Theresa Hussey, Statele Unite, redactor executiv la Luna Books,[25] Harlequin

## I
- Van Ikin,[26] antologist australian; redactor al revistei Science Fiction;[27] profesor de engleză

## J
- Ejler Jakobsson (1911–1986), redactor al mai multor reviste pulp
- Toni Jerrman, redactor al influentei reviste finlandeze de science fiction Tähtivaeltaja
- Karl Johanson (născut 1962 în Victoria Canada), redactor al revistei Neo-opsis Science Fiction
- Stephen Jones (născut 1953), antologist britanic de horror
- S. T. Joshi (născut 1958 în Pune, India), redactor a mai multor colecții de povestiri scurte

## K
- Michael Kandel (născut 1941), Statele Unite, redactor part-time la Harcourt; a editat lucrările lui Ursula K. Le Guin
- Marvin Kaye (născut 1938), Statele Unite, antologist de horror, redactor al H. P. Lovecraft's Magazine of Horror
- Glenn Kenny (născut 1959), Statele Unite, a editat o antologie despre Războiul stelelor
- Sara King, (născut 1982), Statele Unite, scriitor de science-fiction, redactor de ficțiuni la Aberrant Dreams
- Gérard Klein, (născut 1937) redactor francez de cărți
- Damon Knight (1922–2002), Statele Unite, redactor al seriei de antologii Orbit
- Jak Koke[28] (născut 1964), Statele Unite, autor fantasy și redactor manager al Per Aspera Press
- Edward E. Kramer (născut 1961), Statele Unite, antologist și autor
- Péter Kuczka (1923–1999), renumit redactor maghiar al revistei Galaktika 1972–1995
- David Kyle (născut 1919) co-fondator al Gnome Press

## L
- David Langford (născut 1953), Marea Britanie redactor al colecțiilor lui John Sladek, redactor al The Encyclopedia of Science Fiction, ediția a III-a.
- Joel Lane (născut 1963), Marea Britanie autor și redactor al unor colecții de povestiri polițiste și fantasy
- Warren Lapine, Statele Unite, redactor și publicist la Absolute Magnitude și DNA Publications[29]
- Denise Little, redactor de antologii fantasy împreună cu Martin H. Greenberg[30]
- Pat LoBrutto (născut 1948), Statele Unite, consulting redactor la Tor Books, fost redactor la Bantam Books și Ace Books
- Robert A. W. Lowndes (1916–1998), Statele Unite, redactor al revistelor Future Science Fiction, Science Fiction și Science Fiction Quarterly
- Richard A. Lupoff (născut 1935) Statele Unite, antologist

## M
- Daryl F. Mallett (născut 1969), Statele Unite, fost redactor la Borgo Press
- Barry N. Malzberg (născut 1939), Statele Unite, redactor de reviste și antologist
- Nick Mamatas (născut 1972), fost redactor of Clarkesworld Magazine; redactor al tipografiei Haikasoru care traduce & publică SF japonez
- Leo Margulies (1900–1975), Statele Unite, antologist și redactor al revistelor Thrilling Wonder Stories, Captain Future, Startling Stories, și alte reviste pulp
- Shawna McCarthy (născut 1954), Statele Unite, antologist și redactor Realms of Fantasy; redactor al revistei Isaac Asimov's Science Fiction Magazine 1983–1986
- J. Francis McComas (1910–1978), Statele Unite, redactor co-fondator al revistei The Magazine of Fantasy & Science Fiction; antologist
- Harriet McDougal, Statele Unite, fost redactor-șef la editura Tor Books, fost director redactorial la Ace Books; soția scriitorului Robert Jordan.
- Beth Meacham (născut 1951), Statele Unite, senior redactor la Tor Books, 1984–prezent; redactor al Ace Books 1981–1984
- Judith Merril (1923–1997), Canada (născut Statele Unite), redactor al influentelor antologii Year's Best, 1956–1967
- Sam Merwin, Jr. (1910–1996), Statele Unite, un redactor al revistelor Fantastic Universe și Galaxy
- Robert P. Mills (1920–1986), Statele Unite, redactor de reviste
- Samuel Mines[31] (1909–1986), Statele Unite, redactor al Startling Stories și Thrilling Wonder Stories în anii 1950
- Jim Minz, Statele Unite, redactor[32] la Baen Books, fost redactor la Tor Books și Del Rey Books
- Betsy Mitchell,[33] Statele Unite, redactor-șef la Del Rey Books; fost redactor al Baen Books și Warner Aspect
- Michael Moorcock (născut 1939), Marea Britanie (trăiește în Statele Unite), prolific scriitor, redactor al revistei New Worldsîn anii 1960, unul din cei care au promovat curentul New Wave
- James Morrow (născut 1947), american autor și antologist, redactor al trei antologii care au câștigat Premiul Nebula

## N
- Darren Nash,[34] Marea Britanie (născut Australia), redactor al Orbit Books Marea Britanie, fost redactor la Simon & Schuster Marea Britanie
- Gabriella Nemeth,[35] Marea Britanie, redactor la Atom Books Little, Brown)
- Patrick Nielsen Hayden (născut 1959), Statele Unite, manager de literatură science-fiction la Tor Books; redactor al seriei originale de antologii Starlight
- Teresa Nielsen Hayden (născut 1956), Statele Unite, redactor consultant (fost redactor manager) la Tor Books
- Valentin Nicolau, redactor, fondatorul Editurii Nemira
- Raimo Nikkonen, Finland, redactor al importantei reviste finlandeze de science-fiction Portti[36]
- Kate Nintzel, redactor la Eos books[37] (HarperCollins)
- Sharyn November, Statele Unite, senior redactor la Viking Press divizia cărți pentru copii; creator și director redactorial la Firebird Books; redactor al antologiilor originale Firebird (Penguin Group)

## O
- John O'Neill, fondator al SF Site Arhivat în 29 august 2006, la Wayback Machine. și redactor al revistei Black Gate
- John Oakes, fost redactor și publicist al editurilor Thunder's Mouth Press[38] și Four Walls Eight Windows
- Andrew J. Offutt (născut 1934), antologist
- John J. Ordover, fost redactor la Pocket Books, responsabil cu novelizarea Star Trek, acum redactor la Phobos Books
- Heather Osborn, Statele Unite, redactor, Tor/Forge; inițial cunoscut ca redactor de romanțe paranormale

## P
- Bella Pagan, redactor[39] la Orbit Books Marea Britanie
- Raymond A. Palmer (1910–1977), Statele Unite, influent redactor ofal Amazing Stories, 1938–1949
- Rog Peyton, Marea Britanie, vânzător de cărți din Birmingham care a lansat tipografia Drunken Dragon și co-redactor (cu Rod Milner) a seriei Venture SF
- John J. Pierce (născut 1941), Statele Unite, redactor al Galaxy Science Fiction, 1977–1979
- Frederik Pohl (născut 1919), Statele Unite, scriitor, a editat revistele Galaxy și If în anii 1960s și seria de antologii originale Star Science Fiction (1953–1959)
- Andrew I. Porter, (născut 1946), Statele Unite, redactor pentru mai mulți ani al Science Fiction Chronicle
- Byron Preiss (1952–2005), redactor american, antologist și publicist la Byron Preiss Visual Publications
- David Pringle (născut 1950), redactor scoțian și publicist al revistei Interzone (revistă) 1988–2004
- Bill Pronzini (născut 1943), antologist american, de obicei împreună cu Barry Malzberg și/sau Martin H. Greenberg

## Q
- James L. Quinn, redactor al revistei If în anii 1950

## R
- Eric Raab, redactor [40] la Tor Books
- Cat Rambo, co-redactor la Fantasy Magazine
- Mike Resnick (născut 1942), Statele Unite, prolific antologist (și autor premiat)
- Kristine Kathryn Rusch (născut 1960), Statele Unite, fost redactor la editura Pulphouse și al revistei The Magazine of Fantasy & Science Fiction (1991–1997)

## S
- Steve Saffel, Statele Unite, redactor independent,[41] formerly at Del Rey Books și Marvel Comics
- Arthur W. Saha (1923–1999), antologist american strâns asociat cu Donald A. Wollheim
- Karl-Herbert Scheer (1928–1991), Germania, redactor al seriei Perry Rhodan strâns asociat cu Walter Ernsting
- Liz Scheier, redactor[42] fost redactor la Roc și Del Rey
- Christopher Schelling, Statele Unite, agent literar, fost redactor[43] al Roc Books și HarperPrism
- Chris Schluep, Statele Unite, redactor[44] la Del Rey Books
- Stanley Schmidt (născut 1944), Statele Unite, redactor premiat al Analog Science Fiction și Fact din 1977
- George H. Scithers (născut 1929), Statele Unite, primul redactor al revistei Isaac Asimov's Science Fiction Magazine 1976–1981; redactor al revistei Amazing Stories la mijlocul anilor 1980
- Shelly Shapiro, Statele Unite, redactor de achiziții[45] Ballantine Del Rey
- Larry Shaw (1924–1985), redactor al revistelor Infinity Science Fiction, If magazine și Lancer Books
- Mike Shohl, redactor independent, anterior redactor la HarperCollins
- Yoshihiro Shiozawa, Japonia, redactor al Hayakawa's SF Magazine 1996–prezent
- John Silbersack, Statele Unite, agent literar, Trident Media Group.[46] Fostul director de publicări sau redactor la HarperCollins, Warner Books, Roc și Berkley
- Steven H Silver, antologist american împreună cu Martin H. Greenberg; critic; redactor la ISFiC Press
- Robert Silverberg (născut 1935), important scriitor american și redactor a antologiilor originale "The Best of" și a produselor asociate din 2001–2002.
- Melissa Ann Singer, Statele Unite, redactor, Tor/Forge; inițial cunoscut ca redactor de literatură de groază[47]
- Jason Sizemore, american, fondator și redactor al revistei Apex Digest, revistă trimestrială, de mică circulație
- T. O'Conor Sloane (1851–1940), american, redactor al revistei Amazing Stories 1929–1938
- Anne Sowards, Statele Unite, redactor de achiziții[48] Roc Books și Ace Books
- Simon Spanton, Marea Britanie, director redactorial [49] al editurilor Orion Gollancz, Marea Britanie
- Cat Sparks, Australia, redactor fondator al editurii australiene Agog! Press
- Lou Stathis (1952–1997), redactor al revistei Heavy Metal și al liniei de produse DC Comics Vertigo
- Paul Stevens, Statele Unite, redactor[50] la Tor/Forge Books
- Amy Stout, Statele Unite, forst redactor la Bantam Spectra, Roc și Del Rey Books; co-redactor al antologiilor Full Spectrum
- Jonathan Strahan (născut 1964, Irlanda de Nord), Australia, antologist, redactor, publicist și critic

## T
- Brian Thomsen, Statele Unite, redactor consultant al editurii Tor Books,[45] fost redactor la DAW Books și Warner Books
- Laura Tisdel, Statele Unite, redactor la Viking
- Roy Torgeson, redactor al seriilor de antologii Other Worlds și Chrysalis, 1977-1983[51]
- F. Orlin Tremaine (1899–1956), american, redactor al revistei Astounding Science Fiction  1933–1937
- Gary Turner, Statele Unite, redactor și publicist , Golden Gryphon Press
- Rodger Turner, Canada, redactor al SF Site

## U
- Juliet Ulman,[52] Formerly senior redactor for Bantam Spectra,[45] now redactor-in-șef for Pugilist Press, an independent publisher of literary fiction.

## V
- Gordon Van Gelder (născut 1966), Statele Unite, redactor (din 1997) și publicist (din 2000) al The Magazine of Fantasy & Science Fiction; redactor la St. Martin's Press, 1988–2000
- Ann VanderMeer, Statele Unite, redactor al revistei Weird Tales; antologist; fondator al Buzzcity Press.
- Jeff VanderMeer (născut 1968), scriitor american, antologist; redactor fondator și publicist al editurii Ministry of Whimsy Press (acum închisă)

## W
- Sean Wallace (născut 1976), redactor și publicist la Prime Books, Cosmos Books și alte edituri
- Toni Weisskopf (născut 1956), Statele Unite, publicist la Baen Books după moartea lui Baen; redactor executiv din 1987
- Peter Weston, Marea Britanie, a publicat jurnalul literar Speculation (lansat sub denumirea Zenith în 1963) și a editat mai târziu versiunea originală a antologiilor Andromeda (1975–77)
- Andrew Wheeler, Statele Unite, redactor (mai târziu redactor senior) al Science Fiction Book Club 1991–2007
- Ted White (născut 1938), Statele Unite, forst redactor al revistelor Fantastic, Amazing Stories și Heavy Metal; antologist
- Paul Williams (născut 1948), Statele Unite, redactor al tuturor povestirilor scrise de Philip K. Dick și Theodore Sturgeon
- Sheila Williams, Statele Unite, redactor Asimov's Science Fiction din 2004; redactor manager și asistent redactor, 1982–2004
- Terri Windling, Statele Unite, redactor la Ace Books (1980–1985); redactor consultativ al Tor Books din 1986; antologist premiat; redactor al The Journal of Mythic Arts din 1996
- Betsy Wollheim (sau Elizabeth R. Wollheim),[53] Statele Unite, publicist și co-deținător al editurii DAW Books; fiica lui Donald A. Wollheim
- Donald A. Wollheim (1914–1990), Statele Unite, influent redactor SF la Ace Books în anii 1950–60, a fondat DAW Books în 1971
- Elsie B. Wollheim, Statele Unite, cofondator al DAW Books; soția lui Donald A. Wollheim

## Y
- Jane Yolen, prolific scriitor de literatură pentru copii, redactor la Jane Yolen Books și Harcourt Brace; redactor al seriilor de antologii fantasy Xanadu (1992–1994), Year's Best Science Fiction and Fantasy for Teens
- Brian Youmans, redactor al seriei de antologii Best of the Rest[54]